# Малкольм Болдрідж
Говард Малкольм «Мак» Болдрідж-молодший (англ. Howard Malcolm «Mac» Baldridge; нар. 4 жовтня 1922, Омаха, Небраска — пом. 25 липня 1987, Волнат-Крік, Каліфорнія) — американський бізнесмен і державний діяч, міністр торгівлі США (1981–1987).

## Біографія
Народився у сім'ї конгресмена Говарда Болдріджа, у 1942 році отримав диплом бакалавра мистецтв Єльського університету.
Після проходження армійської служби працював майстром на прокатному стані, а потім — на ливарному виробництві в Easter Malleable Iron Company. У 1960 році очолив цю компанію.
У 1962–1972 роках — віце-президент, з 1972 року — президент Scovill Corporation.
Був активістом Республіканської партії, у 1968 році очолював штаб президентської виборчої кампанії Річарда Ніксона у Коннектикуті, у 1980 році виконував ту ж задачу для Джорджа Буша-старшого. Після відмови Буша брати участь у президентській кампанії в обмін на посаду віце-президента у разі перемоги Рональда Рейгана виступав фондрайзером виборчої кампанії останнього.
З 1981 року — міністр торгівлі США.
Загинув 25 липня 1987 під час родео у Каліфорнії.
У жовтні 1988 року посмертно був нагороджений Президентською медаллю Свободи.